# Minna Kleeberg
Minna Kleeberg, geborene Cohen (* 21. Juli 1841 in Elmshorn; † 31. Dezember 1878 in New Haven) war eine deutsche Dichterin.

## Leben
In den sechziger und siebziger Jahren des 19. Jahrhunderts erwarb sich die Rabbinersgattin in Deutschland und in jüdischen deutschsprachigen Kreisen der Vereinigten Staaten einen Ruf als Dichterin, die sich engagiert für Frauen- und Bürgerrechte einsetzte.
Ihr wohl bekanntestes Werk ist das „Lied vom Salz“, das 1865 in der Leipziger Gartenlaube veröffentlicht wurde. In ihm sprach sie sich gegen eine enorme Erhöhung der Salzsteuer aus, die in Preußen zugunsten des Militärs erhoben werden sollte. Minna Kleeberg starb – erst 38 Jahre alt – in New Haven (Connecticut), wo auf dem Mischkan Israel Friedhof heute noch eine Statue an die Dichterin erinnert.
Minna Kleeberg entstammte einer Familie zäher Einzelkämpfer um die Bürgerrechte in einer modernen deutschen Gesellschaft. Kurz vor ihrem Tod schrieb die Immigrantin in ihrer neuen Heimat folgende Zeilen: „... Wir sind von deutscher Eiche kein welker Schößling mehr./Wir blüh'n im freien Reiche, ein Eichbaum stolz und hehr!/Und deutsche Sitte wahren und deutschen Geistesbund/Wir deutsche Siedlerschaaren auf freiem Staatengrund...“

## Familiengeschichte
Schon der Urgroßvater Minna Kleebergs hatte gegen Ende des 18. Jahrhunderts von Elmshorn aus versucht, sich als Kaufmann in Meldorf niederzulassen, wo er Landvogt Heinrich Christian Boie durch seine "liberalen Ansichten" beeindruckte, aber erst sein Sohn erhielt 1817 vom dänischen König die Sondererlaubnis, sich als erster Jude in diesem nur von Christen bewohnten Flecken Süderdithmarschens das Bürgerrecht zu erkaufen. Dessen Sohn wiederum, Markus Cohen, studierte in Kiel Medizin und kehrte mit der Familie, die in Meldorf in den dreißiger Jahren des 19. Jahrhunderts mit großen finanziellen Schwierigkeiten zu kämpfen hatte, nach Elmshorn zurück. Dort wurde der angesehene Arzt sofort in den Vorstand der jüdischen Gemeinde gewählt. Seiner Tochter Minna ließ Dr. Markus Cohen eine außergewöhnlich umfassende und liberale Erziehung angedeihen.
Die Familie Cohen aus Elmshorn gehörte zur winzigen jüdischen Minderheit in Schleswig-Holstein, die seit 1814, als im dänischen Mutterland die gesetzliche Gleichstellung der Juden eingeleitet wurde, darauf hoffte, dass es endlich auch in den Herzogtümern zu Erleichterungen kommen würde. Bisher hatten Juden nur in einigen wenigen Orten wie etwa  Altona, Elmshorn oder Friedrichstadt wohnen dürfen und hatten sich in diesen Orten als Hausierer oder Händler – denn andere Berufe durften sie nicht ausüben – gegenseitig Konkurrenz gemacht und so die Möglichkeit zum beruflichen Erfolg genommen. Es dauerte lange, nämlich im Herzogtum Holstein bis 1863, bis Freizügigkeit und berufliche Mobilität auch für Juden gesetzlich verbriefte Grundrechte wurden.